# 江薩·戈威瓦尼
江薩·戈威瓦尼（1949年6月27日—），聖名方濟·沙勿略，是泰國籍天主教司鐸級樞機及現任曼谷總教區總主教。

## 生平
戈威瓦尼生於1949年6月27日，泰國首都曼谷東部的挽叻縣。1970年至1976年，他在羅馬宗座傳信大學深造，在那裡他獲得了哲學和神學。他於1976年7月11日，在曼谷總教區晉鐸。1982年到1983年，他到宗座額我略大學深造。
2007年6月2日由米猜·格汶春晉牧，被時任教宗本篤十六世任命為那空沙旺教區主教。直到2009年5月14日由於米猜·格汶春樞機榮休，因此戈威瓦尼接替成為曼谷總教區正權總主教。
2015年1月4日，被時任教宗方濟各在三鐘經祈禱活動結束之際，宣佈為樞機。並且，於隔月14日與教宗舉行共祭彌撒大典，並被擢升為司鐸級樞機。在2015年4月，他任命為萬民福音部和宗座大眾傳播理事會成員。

## 牧徽

江薩·戈威瓦尼樞機牧徽